# 多塞羅 (科羅拉多州)
多塞羅（英語：Dotsero）是位於美國科羅拉多州伊格爾縣的一個人口普查指定地區。

## 地理
多塞羅的座標為39°39′00″N 107°03′30″W / 39.65000°N 107.05833°W，而該地最高點為海拔高度1870米（即6150英尺）。

## 人口
根據2010年美國人口普查的數據，多塞羅的面積為4.10平方千米，當中陸地面積為3.60平方千米，而水域面積為0.50平方千米。當地共有人口705人，而人口密度為每平方千米171人。